# Llista de topònims de Sant Quintí de Mediona
Llista de topònims (noms propis de lloc) del municipi de Sant Quintí de Mediona, a l'Alt Penedès
Informació actualitzada per un bot. Els canvis manuals es perdran quan s'actualitzi!

## casa
| imatge | Nom                        | Ubicat a               | instància de | Detalls                             | coordenades                                                                 | Protecció                                  | Commons (més fotos) | Dades a WD                    |
| ------ | -------------------------- | ---------------------- | ------------ | ----------------------------------- | --------------------------------------------------------------------------- | ------------------------------------------ | ------------------- | ----------------------------- |
|        | Ca l'Agustí                | Sant Quintí de Mediona | casa         |                                     | 41° 27′ 48″ N, 1° 39′ 59″ E / 41.46337°N,1.66626°E                          | bé integrant del patrimoni cultural català |                     | Modifica les dades a Wikidata |
|        | Cal Barris                 | Sant Quintí de Mediona | casa         |                                     | 41° 27′ 49″ N, 1° 39′ 59″ E / 41.4637°N,1.66629°E                           | bé integrant del patrimoni cultural català |                     | Modifica les dades a Wikidata |
|        | Cal Claudio                | Sant Quintí de Mediona | casa         |                                     | 41° 27′ 49″ N, 1° 39′ 59″ E / 41.46355°N,1.66627°E                          | bé integrant del patrimoni cultural català |                     | Modifica les dades a Wikidata |
|        | Can Querol                 | Sant Quintí de Mediona | casa         |                                     | 41° 27′ 25″ N, 1° 39′ 56″ E / 41.45689°N,1.66551°E ca:Granja Valentí        |                                            |                     | Modifica les dades a Wikidata |
|        | Casa del Pepet Hortolà     | Sant Quintí de Mediona | casa         | Estil: arquitectura modernista 1913 | 41° 27′ 44″ N, 1° 39′ 56″ E / 41.46235°N,1.66559°E ca:Carrer Sant Antoni, 4 | bé integrant del patrimoni cultural català |                     | Modifica les dades a Wikidata |
|        | Casal de la Rectoria Vella | Sant Quintí de Mediona | casa         | Estil: arquitectura del Renaixement | 41° 27′ 44″ N, 1° 39′ 47″ E / 41.462206°N,1.662947°E                        | bé integrant del patrimoni cultural català |                     | Modifica les dades a Wikidata |

## església
| imatge | Nom                                   | Ubicat a               | instància de     | Detalls                            | coordenades                                                                             | Protecció                                  | Commons (més fotos)                | Dades a WD                    |
| ------ | ------------------------------------- | ---------------------- | ---------------- | ---------------------------------- | --------------------------------------------------------------------------------------- | ------------------------------------------ | ---------------------------------- | ----------------------------- |
|        | Mare de Déu del Roser                 | Sant Quintí de Mediona | església capella |                                    | 41° 26′ 17″ N, 1° 40′ 14″ E / 41.4381817760109°N,1.67063725549196°E 335 msnm            |                                            |                                    | Modifica les dades a Wikidata |
|        | Sant Quintí de Sant Quintí de Mediona | Sant Quintí de Mediona | església         | Estil: gòtic flamíger 16th century | 41° 27′ 45″ N, 1° 39′ 47″ E / 41.462405°N,1.662979°E                                    | bé integrant del patrimoni cultural català | Església de Sant Quintí de Mediona | Modifica les dades a Wikidata |
|        | la Puríssima de la Passada            | Sant Quintí de Mediona | església capella |                                    | 41° 27′ 31″ N, 1° 40′ 28″ E / 41.4585542477005°N,1.67437601384648°E ca:Masia la Passada |                                            |                                    | Modifica les dades a Wikidata |

## granja
| imatge | Nom            | Ubicat a               | instància de | Detalls | coordenades                                                         | Protecció | Commons (més fotos) | Dades a WD                    |
| ------ | -------------- | ---------------------- | ------------ | ------- | ------------------------------------------------------------------- | --------- | ------------------- | ----------------------------- |
|        | Comarquinal    | Sant Quintí de Mediona | granja       |         | 41° 28′ 14″ N, 1° 41′ 24″ E / 41.4706853863063°N,1.68996060952296°E |           |                     | Modifica les dades a Wikidata |
|        | Granges Prieto | Sant Quintí de Mediona | granja       |         | 41° 28′ 06″ N, 1° 40′ 21″ E / 41.4684496616858°N,1.67250988143291°E |           |                     | Modifica les dades a Wikidata |
|        | Granges Riba   | Sant Quintí de Mediona | granja       |         | 41° 28′ 00″ N, 1° 41′ 07″ E / 41.4667689048282°N,1.68536925903145°E |           |                     | Modifica les dades a Wikidata |
|        | Granja Martí   | Sant Quintí de Mediona | granja       |         | 41° 27′ 36″ N, 1° 40′ 36″ E / 41.459949215677°N,1.67662258945471°E  |           |                     | Modifica les dades a Wikidata |

## jaciment arqueològic
| imatge | Nom                                                  | Ubicat a                                         | instància de         | Detalls | coordenades | Protecció                                  | Commons (més fotos) | Dades a WD                    |
| ------ | ---------------------------------------------------- | ------------------------------------------------ | -------------------- | ------- | --- | ------------------------------------------ | ------------------- | ----------------------------- |
|        | jaciment arqueològic de Can Busquets                 | Sant Quintí de Mediona                           | jaciment arqueològic |         | 41° 26′ 52″ N, 1° 38′ 53″ E / 41.447717°N,1.648008°E 437 msnm | bé integrant del patrimoni cultural català |                     | Modifica les dades a Wikidata |
|        | jaciment arqueològic de Can Costella                 | Sant Quintí de Mediona                           | jaciment arqueològic |         | 41° 27′ 35″ N, 1° 40′ 04″ E / 41.459809°N,1.667725°E | bé integrant del patrimoni cultural català |                     | Modifica les dades a Wikidata |
|        | jaciment arqueològic de Can Llopart                  | Sant Quintí de Mediona                           | jaciment arqueològic |         | 41° 27′ 59″ N, 1° 39′ 09″ E / 41.466475°N,1.652516°E 376 msnm | bé integrant del patrimoni cultural català |                     | Modifica les dades a Wikidata |
|        | jaciment arqueològic de La Bòria-La Passada          | Sant Quintí de Mediona                           | jaciment arqueològic |         | 41° 27′ 39″ N, 1° 40′ 29″ E / 41.460895°N,1.674759°E 300 msnm | bé integrant del patrimoni cultural català |                     | Modifica les dades a Wikidata |
|        | jaciment arqueològic de Passada-Nogueres             | Sant Quintí de Mediona                           | jaciment arqueològic |         | 41° 27′ 45″ N, 1° 40′ 53″ E / 41.462432°N,1.681266°E 305 msnm | bé integrant del patrimoni cultural català |                     | Modifica les dades a Wikidata |
|        | jaciment arqueològic de les Barquies                 | Sant Quintí de Mediona                           | jaciment arqueològic |         | 41° 27′ 31″ N, 1° 41′ 34″ E / 41.4585818704°N,1.69268548493°E ca:A la carretera comarcal 244 (Igualada-Sitges), entre els quilòmetres 21 i 22 s'agafa el camí de La Noguera. Es deixa enrera la masia i la granja de "La Passada" i les masies de la Noguera de Baix i la Noguera Alta, i recorreguts 1,8 km arriba al sector de les troballes | bé integrant del patrimoni cultural català |                     | Modifica les dades a Wikidata |
|        | jaciment arqueològic del Puig de les Forques         | Sant Quintí de Mediona Sant Pere de Riudebitlles | jaciment arqueològic |         | 41° 27′ 21″ N, 1° 40′ 54″ E / 41.455918°N,1.681718°E | bé integrant del patrimoni cultural català |                     | Modifica les dades a Wikidata |
|        | jaciment arqueològic del Turó                        | Sant Quintí de Mediona                           | jaciment arqueològic |         | 41° 27′ 44″ N, 1° 40′ 36″ E / 41.462119°N,1.676704°E 315 msnm | bé integrant del patrimoni cultural català |                     | Modifica les dades a Wikidata |
|        | jaciment arqueològic del Turó de la Noguera          | Sant Quintí de Mediona                           | jaciment arqueològic |         | 41° 27′ 44″ N, 1° 41′ 18″ E / 41.462255°N,1.688197°E 315 msnm | bé integrant del patrimoni cultural català |                     | Modifica les dades a Wikidata |
|        | jaciment arqueològic dels horts de la Cova del Toixó | Sant Quintí de Mediona                           | jaciment arqueològic |         | 41° 28′ 03″ N, 1° 39′ 14″ E / 41.467378°N,1.653839°E 340 msnm | bé integrant del patrimoni cultural català |                     | Modifica les dades a Wikidata |

## masia
| imatge | Nom                        | Ubicat a               | instància de | Detalls                     | coordenades                                                                           | Protecció                                  | Commons (més fotos)                 | Dades a WD                    |
| ------ | -------------------------- | ---------------------- | ------------ | --------------------------- | ------------------------------------------------------------------------------------- | ------------------------------------------ | ----------------------------------- | ----------------------------- |
|        | Ca l'Hortolà               | Sant Quintí de Mediona | masia        |                             | 41° 27′ 34″ N, 1° 39′ 52″ E / 41.4594478740269°N,1.66441979295946°E                   |                                            |                                     | Modifica les dades a Wikidata |
|        | Ca l'Oliver                | Sant Quintí de Mediona | masia        |                             | 41° 27′ 25″ N, 1° 40′ 21″ E / 41.4568674573693°N,1.67260243588055°E                   |                                            |                                     | Modifica les dades a Wikidata |
|        | Cal Bosquet                | Sant Quintí de Mediona | masia        |                             | 41° 26′ 44″ N, 1° 38′ 55″ E / 41.445535822934°N,1.6485422253142°E                     |                                            |                                     | Modifica les dades a Wikidata |
|        | Cal Fesol                  | Sant Quintí de Mediona | masia        |                             | 41° 27′ 12″ N, 1° 40′ 21″ E / 41.4534072877527°N,1.67248143181208°E                   |                                            |                                     | Modifica les dades a Wikidata |
|        | Cal Magí                   | Sant Quintí de Mediona | masia        |                             | 41° 26′ 38″ N, 1° 39′ 04″ E / 41.443762931836°N,1.6509731195982°E                     |                                            |                                     | Modifica les dades a Wikidata |
|        | Cal Santpare               | Sant Quintí de Mediona | masia        | Estil: arquitectura popular | 41° 26′ 56″ N, 1° 39′ 10″ E / 41.4488711358394°N,1.6526412587479°E                    |                                            |                                     | Modifica les dades a Wikidata |
|        | Can Figueres dels Barrancs | Sant Quintí de Mediona | masia        |                             | 41° 26′ 13″ N, 1° 40′ 19″ E / 41.43701389°N,1.67191389°E                              |                                            |                                     | Modifica les dades a Wikidata |
|        | Can Guilló                 | Sant Quintí de Mediona | masia        |                             | 41° 26′ 48″ N, 1° 40′ 34″ E / 41.446756462008°N,1.6760503373561°E                     |                                            |                                     | Modifica les dades a Wikidata |
|        | Can Llopard                | Sant Quintí de Mediona | masia        |                             | 41° 27′ 45″ N, 1° 38′ 49″ E / 41.462631107775°N,1.6469898757547°E                     |                                            |                                     | Modifica les dades a Wikidata |
|        | Can Mànegues               | Sant Quintí de Mediona | masia        |                             | 41° 26′ 57″ N, 1° 38′ 28″ E / 41.4490594415707°N,1.6410847741792°E                    |                                            |                                     | Modifica les dades a Wikidata |
|        | Can Serra Gavatxa          | Sant Quintí de Mediona | masia        |                             | 41° 26′ 27″ N, 1° 38′ 28″ E / 41.4408826167358°N,1.64123145617553°E                   |                                            |                                     | Modifica les dades a Wikidata |
|        | Can Toni                   | Sant Quintí de Mediona | masia        |                             | 41° 27′ 34″ N, 1° 39′ 45″ E / 41.4594258956997°N,1.66252842917227°E                   |                                            |                                     | Modifica les dades a Wikidata |
|        | la Noguera                 | Sant Quintí de Mediona | masia        |                             | 41° 27′ 34″ N, 1° 41′ 03″ E / 41.459459674972°N,1.6841733548579°E                     |                                            |                                     | Modifica les dades a Wikidata |
|        | la Noguera Alta            | Sant Quintí de Mediona | masia        |                             | 41° 27′ 37″ N, 1° 41′ 13″ E / 41.4602653217575°N,1.6869135241942°E                    |                                            |                                     | Modifica les dades a Wikidata |
|        | la Passada                 | Sant Quintí de Mediona | masia        | 18th century                | 41° 27′ 31″ N, 1° 40′ 25″ E / 41.458674°N,1.673748°E ca:Ctra. C-244, km 21,5 290 msnm | bé integrant del patrimoni cultural català | La Passada (Sant Quintí de Mediona) | Modifica les dades a Wikidata |
|        | la Soleia                  | Sant Quintí de Mediona | masia        |                             | 41° 28′ 00″ N, 1° 40′ 10″ E / 41.4667564807277°N,1.66940700957484°E                   |                                            |                                     | Modifica les dades a Wikidata |
|        | les Estoses Noves          | Sant Quintí de Mediona | masia        |                             | 41° 26′ 57″ N, 1° 39′ 30″ E / 41.4492080221681°N,1.65834475320366°E                   |                                            |                                     | Modifica les dades a Wikidata |
|        | les Estoses Velles         | Sant Quintí de Mediona | masia        |                             | 41° 27′ 04″ N, 1° 39′ 43″ E / 41.4512417796518°N,1.66205008089149°E                   |                                            |                                     | Modifica les dades a Wikidata |

## molí d'aigua
| imatge | Nom                 | Ubicat a               | instància de | Detalls                                  | coordenades                                                                                  | Protecció                                  | Commons (més fotos) | Dades a WD                    |
| ------ | ------------------- | ---------------------- | ------------ | ---------------------------------------- | -------------------------------------------------------------------------------------------- | ------------------------------------------ | ------------------- | ----------------------------- |
|        | Molí Blanc          | Sant Quintí de Mediona | molí d'aigua |                                          | 41° 27′ 34″ N, 1° 39′ 55″ E / 41.45953°N,1.665276°E 309 msnm                                 |                                            |                     | Modifica les dades a Wikidata |
|        | Molí de Ca n'Oliver | Sant Quintí de Mediona | molí d'aigua | Estil: arquitectura popular 18th century | 41° 27′ 29″ N, 1° 40′ 13″ E / 41.458095°N,1.670371°E ca:Ctra. C-244, km 22, a 600 m 284 msnm | bé integrant del patrimoni cultural català | Molí de Ca l'Oliver | Modifica les dades a Wikidata |
|        | Molí del Mig        | Sant Quintí de Mediona | molí d'aigua |                                          | 41° 27′ 33″ N, 1° 39′ 29″ E / 41.4592821603295°N,1.65792159188188°E                          |                                            |                     | Modifica les dades a Wikidata |

## muntanya
| imatge | Nom                | Ubicat a                         | instància de | Detalls | coordenades                                                         | Protecció | Commons (més fotos) | Dades a WD                    |
| ------ | ------------------ | -------------------------------- | ------------ | ------- | ------------------------------------------------------------------- | --------- | ------------------- | ----------------------------- |
|        | Turó d'en Guilló   | Sant Quintí de Mediona           | muntanya     |         | 41° 26′ 58″ N, 1° 40′ 32″ E / 41.44941389°N,1.67555833°E 363.9 msnm |           |                     | Modifica les dades a Wikidata |
|        | Turó dels Casalots | Sant Quintí de Mediona           | muntanya     |         | 41° 26′ 36″ N, 1° 40′ 01″ E / 41.44344167°N,1.66682306°E            |           |                     | Modifica les dades a Wikidata |
|        | el Serral          | Font-rubí Sant Quintí de Mediona | muntanya     |         | 41° 26′ 10″ N, 1° 39′ 21″ E / 41.436°N,1.65586°E                    |           |                     | Modifica les dades a Wikidata |

## nucli de població
| imatge | Nom       | Ubicat a               | instància de      | Detalls | coordenades                                                         | Protecció | Commons (més fotos) | Dades a WD                    |
| ------ | --------- | ---------------------- | ----------------- | ------- | ------------------------------------------------------------------- | --------- | ------------------- | ----------------------------- |
|        | la Bòria  | Sant Quintí de Mediona | nucli de població |         | 41° 27′ 36″ N, 1° 40′ 11″ E / 41.4599771800605°N,1.66967732207374°E |           |                     | Modifica les dades a Wikidata |
|        | la Soleia | Sant Quintí de Mediona | nucli de població |         | 41° 27′ 59″ N, 1° 40′ 02″ E / 41.466470709833°N,1.6672670103904°E   |           |                     | Modifica les dades a Wikidata |

## polígon industrial
| imatge | Nom                                       | Ubicat a               | instància de       | Detalls | coordenades                                                         | Protecció | Commons (més fotos) | Dades a WD                    |
| ------ | ----------------------------------------- | ---------------------- | ------------------ | ------- | ------------------------------------------------------------------- | --------- | ------------------- | ----------------------------- |
|        | Polígon industrial Els Vinyets-Els Fogars | Sant Quintí de Mediona | polígon industrial |         | 41° 27′ 25″ N, 1° 40′ 39″ E / 41.4568441846719°N,1.67761961554563°E |           |                     | Modifica les dades a Wikidata |
|        | Polígon industrial Riudesa                | Sant Quintí de Mediona | polígon industrial |         | 41° 27′ 23″ N, 1° 40′ 50″ E / 41.4563476611514°N,1.6806588597984°E  |           |                     | Modifica les dades a Wikidata |

## safareig
| imatge | Nom                        | Ubicat a               | instància de | Detalls                                  | coordenades | Protecció | Commons (més fotos) | Dades a WD                    |
| ------ | -------------------------- | ---------------------- | ------------ | ---------------------------------------- | --- | --------- | ------------------- | ----------------------------- |
|        | safareig de l'Alcaldito    | Sant Quintí de Mediona | safareig     | Estil: arquitectura popular 19th century | 41° 27′ 37″ N, 1° 39′ 45″ E / 41.46019°N,1.66251°E ca:Al costat del camí que travessa el rec, darrera del molí del Rabí |           |                     | Modifica les dades a Wikidata |
|        | safareig del molí del Rabí | Sant Quintí de Mediona | safareig     | 19th century                             | 41° 27′ 37″ N, 1° 39′ 45″ E / 41.46016°N,1.66263°E ca:Al costat del camí que travessa el rec, darrera del molí del Rabí |           |                     | Modifica les dades a Wikidata |

## serra
| imatge | Nom             | Ubicat a                       | instància de | Detalls | coordenades                                              | Protecció | Commons (més fotos) | Dades a WD                    |
| ------ | --------------- | ------------------------------ | ------------ | ------- | -------------------------------------------------------- | --------- | ------------------- | ----------------------------- |
|        | el Serral       | Sant Quintí de Mediona         | serra        |         | 41° 26′ 21″ N, 1° 39′ 35″ E / 41.43908333°N,1.65977778°E |           |                     | Modifica les dades a Wikidata |
|        | serra de Gramar | Mediona Sant Quintí de Mediona | serra        |         | 41° 28′ 21″ N, 1° 41′ 29″ E / 41.47238056°N,1.69143333°E |           |                     | Modifica les dades a Wikidata |

## Misc
| imatge | Nom                                                   | Ubicat a               | instància de                                   | Detalls                                  | coordenades                                                                                              | Protecció                                            | Commons (més fotos)                   | Dades a WD                    |
| ------ | ----------------------------------------------------- | ---------------------- | ---------------------------------------------- | ---------------------------------------- | --- | ---------------------------------------------------- | ------------------------------------- | ----------------------------- |
|        | Castell de Sant Quintí                                | Sant Quintí de Mediona | castell                                        | Estil: arquitectura popular 1836         | 41° 27′ 36″ N, 1° 39′ 59″ E / 41.46012°N,1.666419°E ca:Ctra. C-244, km 21, a 300 m. Adossat al cementiri | bé d'interès cultural bé cultural d'interès nacional | Castell de Sant Quintí                | Modifica les dades a Wikidata |
|        | Creu de terme                                         | Sant Quintí de Mediona | creu de terme                                  |                                          | | bé integrant del patrimoni cultural català           |                                       | Modifica les dades a Wikidata |
|        | Monument als donants de sang a Sant Quintí de Mediona | Sant Quintí de Mediona | monument                                       | 2018-05-26 Anomenat per: donant de sang  | 41° 27′ 42″ N, 1° 39′ 57″ E / 41.46175°N,1.6657°E                                                        |                                                      |                                       | Modifica les dades a Wikidata |
|        | Nucli antic de Sant Quintí de Mediona                 | Sant Quintí de Mediona | centre històric                                | Estil: arquitectura popular              | 41° 27′ 44″ N, 1° 39′ 45″ E / 41.462163°N,1.662385°E                                                     | bé integrant del patrimoni cultural català           | Nucli antic de Sant Quintí de Mediona | Modifica les dades a Wikidata |
|        | Pont de Barquies                                      | Sant Quintí de Mediona | pont                                           |                                          | 41° 27′ 23″ N, 1° 41′ 35″ E / 41.4563552539432°N,1.69315847655611°E                                      |                                                      |                                       | Modifica les dades a Wikidata |
|        | Sant Quintí de Mediona                                | Sant Quintí de Mediona | entitat singular de població capital municipal | 2511 hab                                 | 41° 27′ 44″ N, 1° 39′ 47″ E / 41.462142°N,1.66299°E 323 msnm                                             |                                                      |                                       | Modifica les dades a Wikidata |
|        | Torrent de la Font Fresca                             | Sant Quintí de Mediona | riu                                            |                                          | 41° 26′ 54″ N, 1° 39′ 03″ E / 41.4482°N,1.65091°E                                                        |                                                      |                                       | Modifica les dades a Wikidata |
|        | casa consistorial de Sant Quintí de Mediona           | Sant Quintí de Mediona | casa consistorial                              |                                          | 41° 27′ 43″ N, 1° 39′ 47″ E / 41.4619546°N,1.6630274°E                                                   |                                                      | Town hall of Sant Quintí de Mediona   | Modifica les dades a Wikidata |
|        | el Pujol                                              | Sant Quintí de Mediona | assentament humà                               |                                          | 41° 27′ 55″ N, 1° 39′ 27″ E / 41.465199°N,1.657473°E                                                     |                                                      |                                       | Modifica les dades a Wikidata |
|        | les Deus                                              | Sant Quintí de Mediona | espai natural                                  |                                          | 41° 27′ 55″ N, 1° 39′ 18″ E / 41.46525°N,1.65507°E                                                       | patrimoni natural                                    |                                       | Modifica les dades a Wikidata |
|        | plaça dels Avis                                       | Sant Quintí de Mediona | plaça                                          |                                          | 41° 27′ 44″ N, 1° 39′ 48″ E / 41.46219°N,1.66341°E ca:Plaça dels avis. Nucli urbà                        |                                                      |                                       | Modifica les dades a Wikidata |
|        | xemeneia de la fassina de Ca n'Oliver                 | Sant Quintí de Mediona | xemeneia de fàbrica                            | Estil: arquitectura popular 20th century | 41° 27′ 29″ N, 1° 40′ 18″ E / 41.45811°N,1.671723°E ca:A l'entrada de la vila 309 msnm                   | bé integrant del patrimoni cultural català           | Xemeneia de la fassina de Ca n'Oliver | Modifica les dades a Wikidata |